# Emiliano Barral
Emiliano Barral (Sepúlveda, 8 de agosto de 1896-Madrid, 21 de noviembre de 1936) fue un escultor español del realismo antiacademicista del inicio del siglo XX. Autodidacta y criado en un ambiente anarquista y solidario, fue respetado por escritores como Antonio Machado y políticos como Pablo Iglesias. Su arte y su vida se truncaron al inicio de la guerra civil española cuando, leal a sus ideales, cayó defendiendo Madrid «contra un ejército de traidores, de mercenarios y de extranjeros».

## Biografía

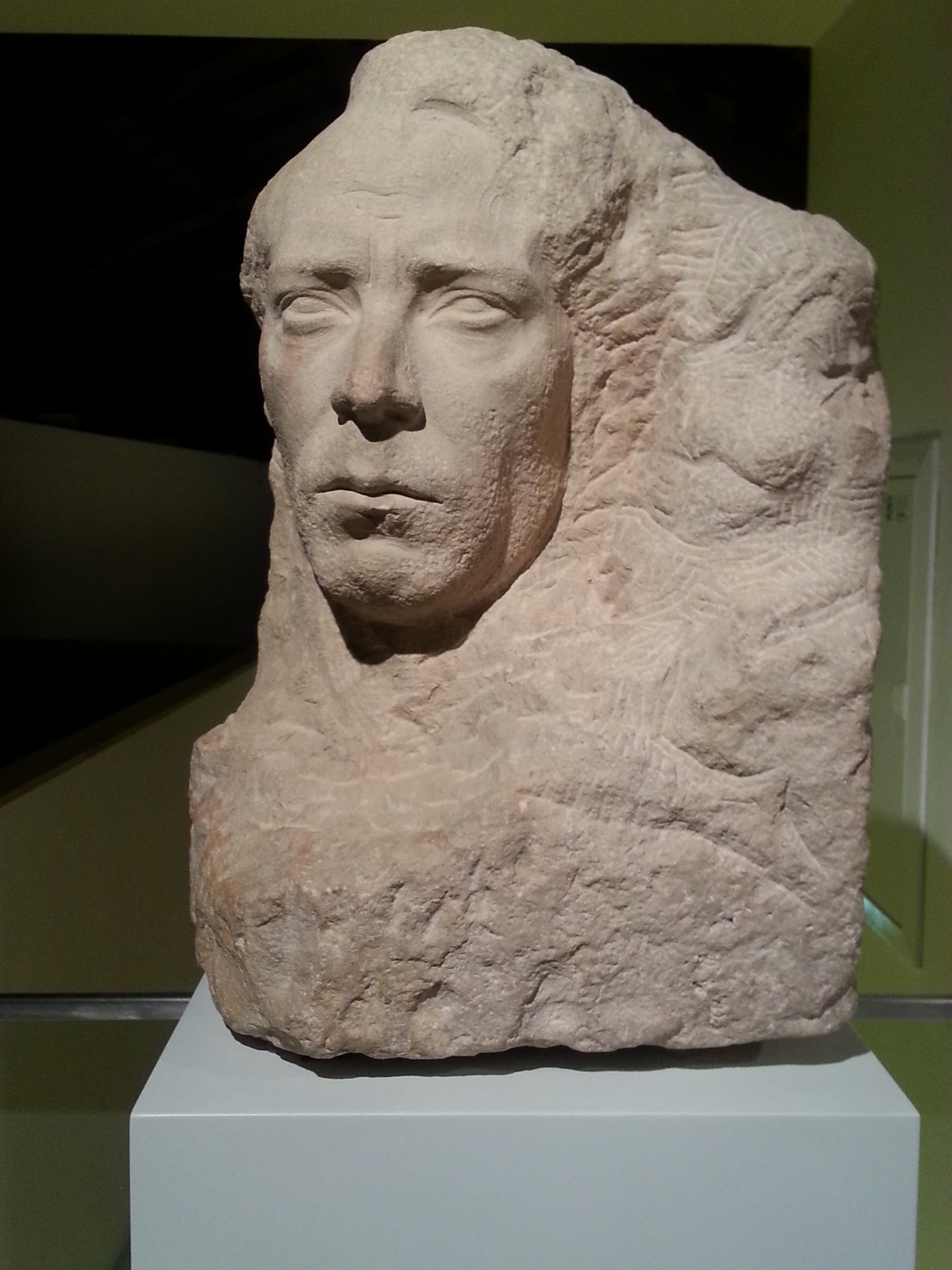
Autorretrato de Emiliano Barral en piedra de Sepúlveda (talla directa); 42,5 × 30 × 20 cm; Museo de Segovia (col. familia Barral); ca. 1933-34

### Sepúlveda-Segovia
Nacido en una familia de canteros, aprendió de niño el oficio de tallar la piedra junto con sus tres hermanos menores: Martín, Pedro y Alberto, todos ellos dedicados luego a la escultura y colaboradores en su taller. Creció en el ambiente cultural de una logia anarquista provinciana sostenida por Isidro Barral, su padre.
Hay noticia de que con quince años se fugó de casa con un portugués que trabajaba en Sepúlveda, dispuesto a incorporarse en una huelga de mineros en Riotinto (Huelva), donde fue detenido y devuelto a su casa. Otra nueva y definitiva fuga, le llevó a Valencia y de allí a Barcelona, donde contactó con los grupos anarquistas de la ciudad condal, y más tarde a Lyon y París, donde consiguió trabajo de cantero funerario. Las habilidades mostradas en el taller hicieron que su maestro le encomendase otras tareas más delicadas; mientras tanto, descubrió poco a poco la ciudad: visitó el Louvre a menudo y frecuentó el "Barrio de los artistas" encontrando nuevas amistades que le hicieron cambiar el taller por la vida bohemia. Harto de pasar dificultades y escaso de dinero, volvió a su villa natal, donde recibió su primer encargo: un panteón en talla directa, aunque él mismo aseguró que “fue algo así como una broma; yo no empecé a modelar en serio hasta que fui a Madrid a hacer el servicio militar”.

### Madrid-Segovia

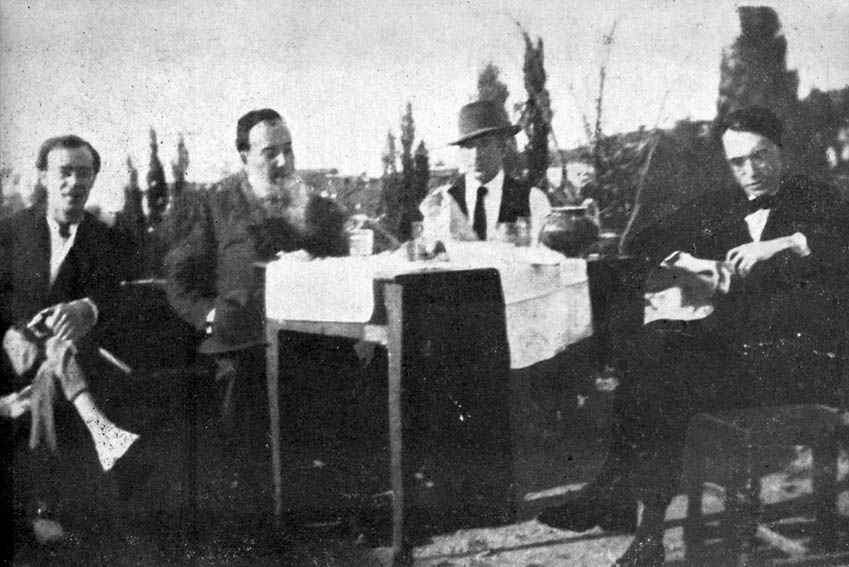
(de izquierda a derecha:) Emiliano Barral, Antonio Machado, Eugenio de la Torre "Torreagero" y Julián María Otero en el jardín de San Gregorio (Segovia), hacia 1923.

Con veintiún años llegó a Madrid para realizar el servicio militar, donde conoció al granadino Juan Cristóbal, en cuyo taller realizó algunos bustos y cabezas de amigos. En 1919 está de nuevo en Segovia, donde comienza a esculpir sin descanso. Un año más tarde solicitó una beca de estudios para ampliar su formación a la Diputación de Segovia, solicitud que fue rechazada. A través, sin embargo, de una exposición contactó con un círculo de intelectuales entre los que se encontraban Antonio Machado, Blas Zambrano o el ceramista Fernando Arranz, que se convertiría en su cuñado al casarse Emiliano con Elvira Arranz. A partir de 1921, en el taller de Arranz solía reunirse casi a diario un ameno conciliábulo en el que participaban, además de los mencionados Machado y Zambrano, el también profesor Mariano Quintanilla, el poeta y periodista Juan José Llovet, el médico y catedrático de instituto Agustín Moreno, el músico Agapito Marazuela o su amigo Ignacio Carral. Tertulia que resultaría esencial en la puesta en marcha de la Universidad Popular Segoviana y la creación de la delegación segoviana de la Liga de los Derechos del Hombre, fundada en París en 1897, que presidió en Segovia Machado y cuyo manifiesto se firmó el 4 de marzo de 1922.
En 1923, la Diputación Provincial de Segovia y el círculo de Amigos de Rubén Darío, encabezado por Azorín, le encomendaron a Barral la realización de un monumento al poeta nicaragüense. Se conserva la maqueta de la obra que no llegó a realizarse por falta de presupuesto. En 1924, tras concluir con cierto éxito de crítica un busto del ceramista Daniel Zuloaga y ser admitido en la Exposición Nacional de Bellas Artes, la Diputación Provincial de Segovia le concedió una pensión para viajar a Italia. En Italia coincidió con el pintor Luis Quintanilla (de quien llegará a  esculpir una cabeza), y con el crítico de arte Sánchez Rivero, becado por la Junta para Ampliación de Estudios. De nuevo en Madrid en septiembre de 1925 para participar en la Exposición de la Sociedad de Artistas Ibéricos, Barral abrió estudio en la capital pero sin abandonar Segovia. En ese periodo realizó numerosos bustos y una importante obra monumental en memoria del maestro Victoriano Corredor (en el Burgo de Osma) y dos obras funerarias para la localidad también soriana de Ágreda.

### Segovia-Madrid

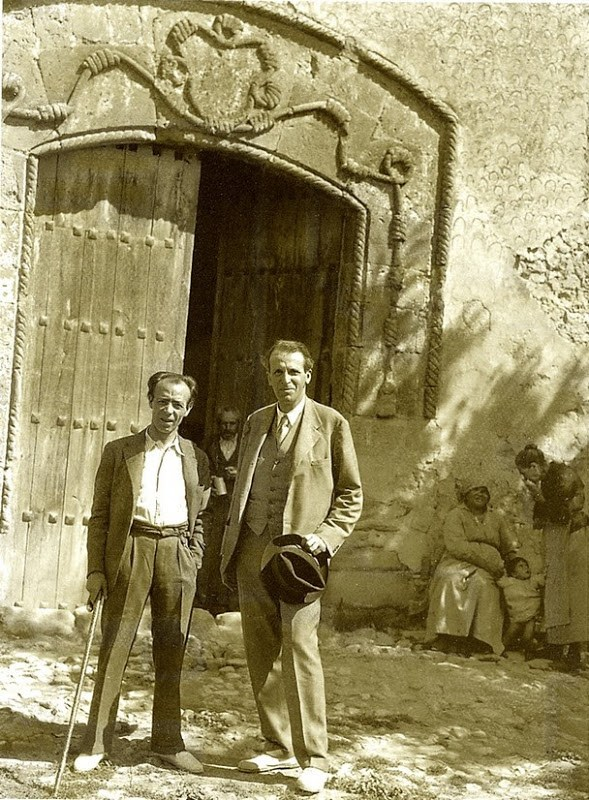
Emiliano Barral en 1932 (a la izquierda, con un cayado) en una excursión a la localidad soriana de Medinaceli. A su lado, Kurt Schindler, musicólogo alemán, investigador del folklore castellano.

En el otoño de 1927, cuando Fernando Arranz abandonó el taller de San Gregorio, Barral se trasladó definitivamente a Madrid, donde pocos meses después nació su primer y único hijo, Fernando Barral Arranz. 
En 1929 participó en la Exposición Internacional de Barcelona y en la Iberoamericana de Sevilla representando el pabellón de Castilla la Vieja. Ese mismo año realizó su primera exposición individual en Madrid, elogiada por Ángel Sánchez Rivero.
Aquella primera individual de Barral resultó esencial en su carrera artística. El busto Segoviana fue adquirido por el entonces Museo de Arte Moderno (pasando luego a los fondos del Museo Nacional Centro de Arte Reina Sofía); su composición retitulada Zoe, al ser comprada en cincuenta mil pesetas por el duque de Alba, fue la primera escultura de estilo y autor contemporáneos que entró en el Palacio de Liria; otro mecenas, el doctor Vital Aza, compró una Maternidad; la pieza de otra maternidad, la del conjunto monumental de Pablo Iglesias, fue inútilmente requerida por el director del Museo de Arte de Chicago.
En 1931, encabezó la lista de firmantes del "Manifiesto dirigido a la opinión pública y a los poderes oficiales", aparecido en La Tierra, de Madrid, el 29 de abril de 1931. Ese año presentó en el XII Salón de otoño madrileño sus monumentales Osos polares (esculpidos en granito para el doctor Valentín Ruiz Senén) y una talla en madera titulada Garza de luz. En el capítulo de vivencias personales, anotar que la noche del 21 de diciembre de 1931 resultó herido de bala en el atraco que unos desconocidos perpetraron en la puerta de su casa.

### Pablo Iglesias

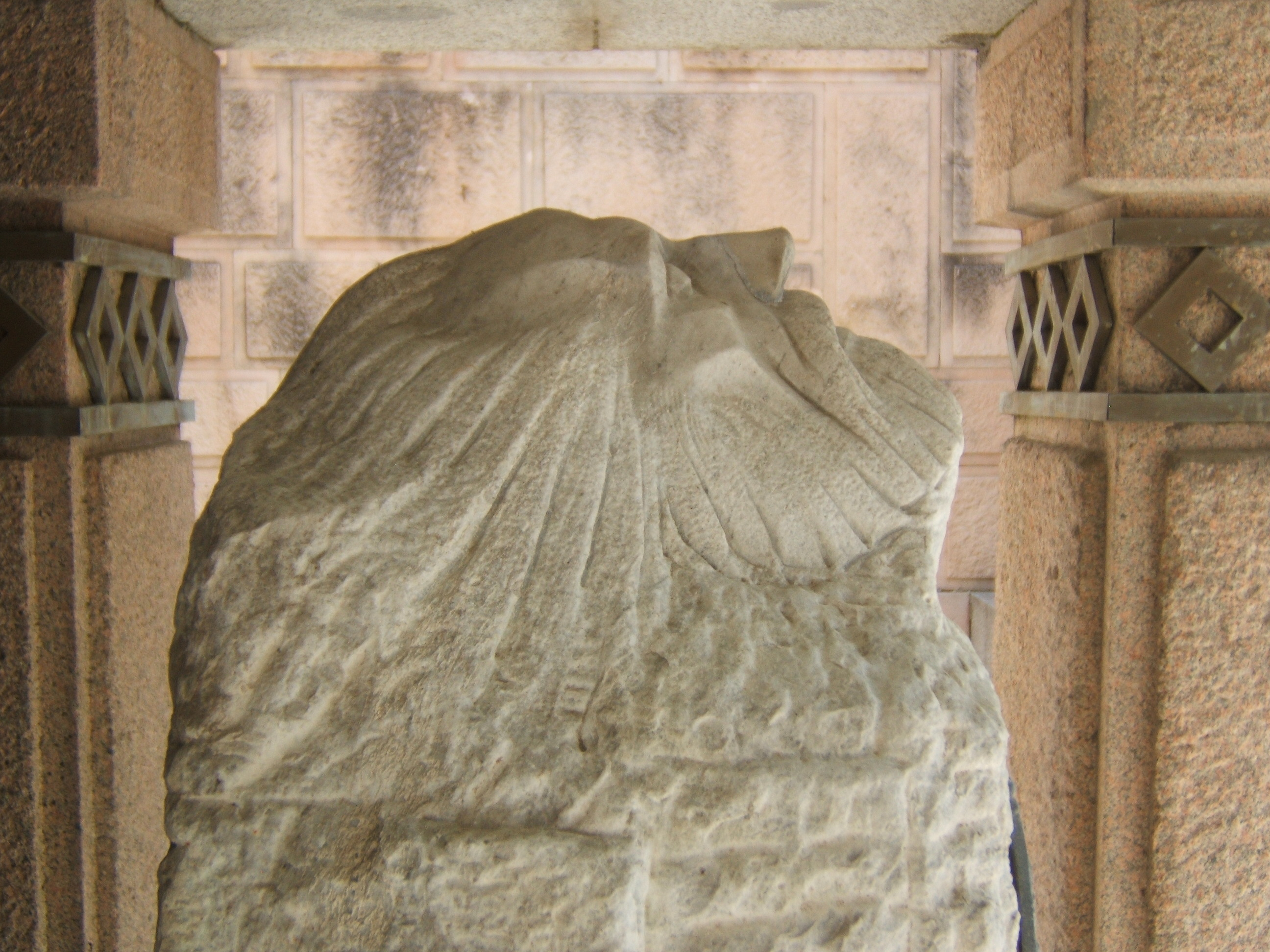
Cabeza yacente de Pablo Iglesias en mármol gris, esculpida por Barral, bajo la hornacina en forma de templete del mausoleo del líder socialista.

Entre 1923 y 1936, Barral trabajó en un conjunto de obras relacionadas o dedicadas al fundador del Partido Socialista, Pablo Iglesias. Intervino junto al arquitecto Francisco Azorín en el proyecto del mausoleo en el Cementerio Civil de Madrid, inaugurándose el conjunto en 1930. También fue autor del Monumento a Pablo Iglesias, que sería destruido tras la guerra civil. Ya en diciembre de 1925, el escultor tomó una serie de apuntes junto al lecho mortuorio de la cabeza yacente del líder socialista; de ellos hizo cuatro versiones conocidas: en arcilla, piedra caliza y dos en mármol gris.
Fruto del trabajo desarrollado junto con sus hermanos entre 1927 y 1936 se catalogan las siguientes cabezas yacentes:
- la cabeza de cemento conservada en el Museo de Segovia, firmada en 1923, fecha que coincide con el comentario de Azorín a Machado en la correspondencia entre ambos escritores, pero que en realidad debió ser una copia de otra cabeza, luego perdida, esculpida en mármol y enviada por Barral a la Exposición Nacional de 1924 (conocida por la foto publicada en la Gaceta de las Bellas Artes de junio de dicho año);
- otro vaciado de la misma cabeza, también en cemento y sin fecha, descansa en la Fundación Pablo Iglesias, en Alcalá de Henares, Madrid;
- el MNAC de Barcelona conservaba dos cabezas más, una en cemento (que figuró en el Pabellón Español de la Exposición Universal de París en 1937) y otra en piedra adquirida por el museo catalán en 1929;
- aun hay una cabeza más, en granito, en el Museo de Málaga.

El 3 de mayo de 1936 se inauguró en La Moncloa de Madrid, el monumento a Pablo Iglesias, según el proyecto aprobado en abril de 1933 que había sido presentado por un equipo que formaban el arquitecto Esteban de la Mora, el pintor Luis Quintanilla y Barral. La obra monumental fue destruida en 1939, al concluir la Guerra Civil. Los cascotes fueron empleados en la construcción de la tapia que separa los jardines del Retiro de Madrid de la calle Menéndez Pelayo. La gran cabeza del líder socialista fue salvada por iniciativa del delineante Gabriel Pradal que la enterró y guardó un plano de su ubicación. Fue, en efecto, recuperada el 7 de febrero de 1979.

### Comisario de las milicias segovianas

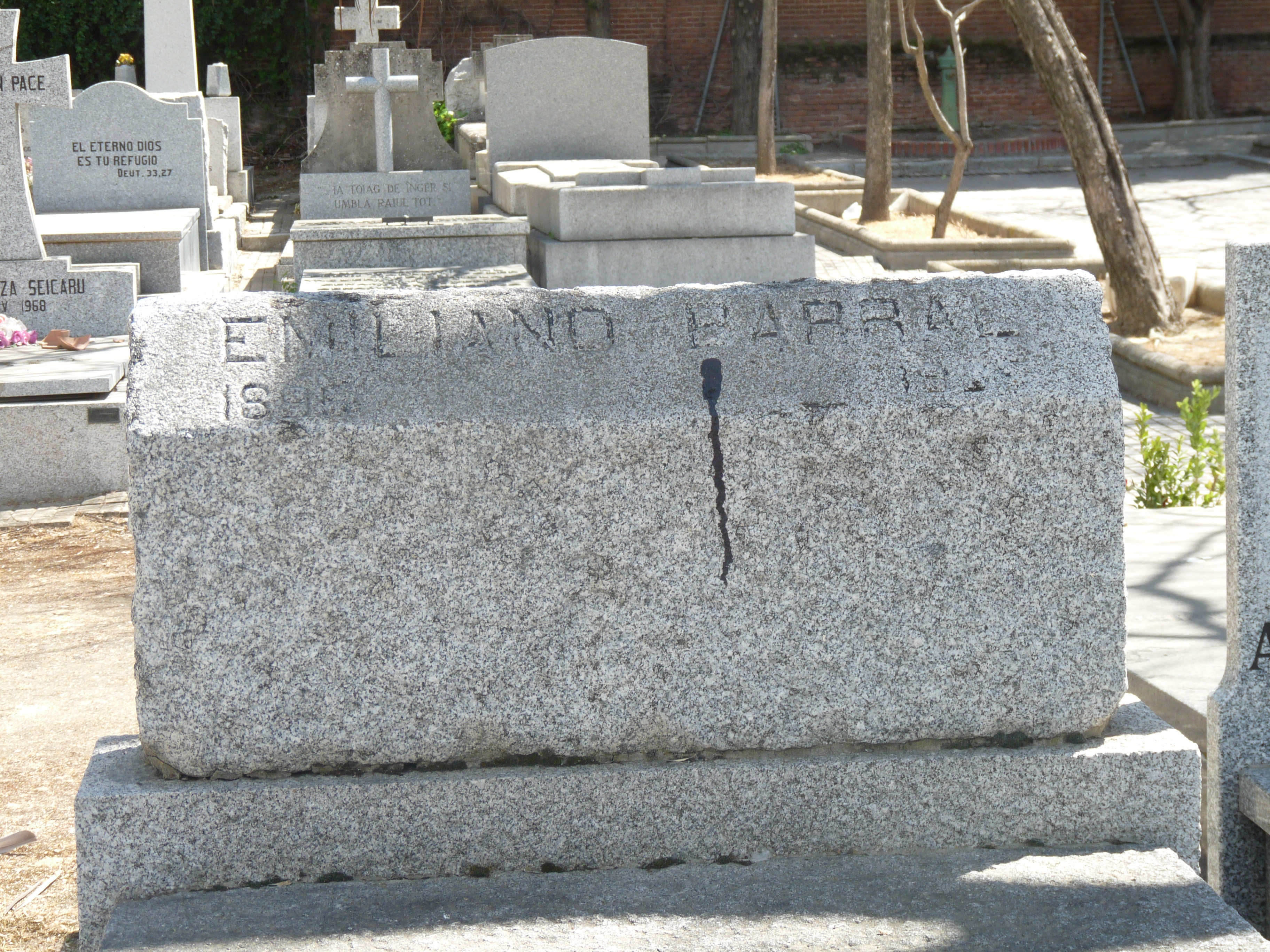
Tumba de Barral en el cementerio civil de Madrid

Con el estallido de la Guerra Civil, Emiliano, tras participar en el asalto al Cuartel de la Montaña,  se puso al frente de las milicias segovianas que defendieron Madrid, batallón creado por iniciativa del joven y temperamental Alberto Barral, Agapito Marazuela, Antonio Linage Revilla y el propio Emiliano. En el terreno cultural, Emiliano, que había sido nombrado vocal del Patronato de Misiones Pedagógicas en junio de 1936, actuó asimismo como secretario de la Comisión de Protección al Tesoro Artístico Español, recuperando obras de arte dispersas y poniéndolas a cubierto de los bombardeos y el vandalismo.
El 21 de noviembre de 1936, cuando Emiliano y Alberto acompañaban a un grupo de periodistas extranjeros cerca de la línea de fuego del frente de Usera, el coche en que viajaban fue alcanzado por un obús. Herido en la cabeza por la metralla, el escultor fue trasladado al hospital de sangre improvisado en el Hotel Palace de Madrid, donde falleció pocas horas después. Tenía cuarenta años de edad. Su cuerpo fue enterrado en el cementerio civil, rodeado de gran parte de su obra escultórica funeraria.

### Epitafio de Machado

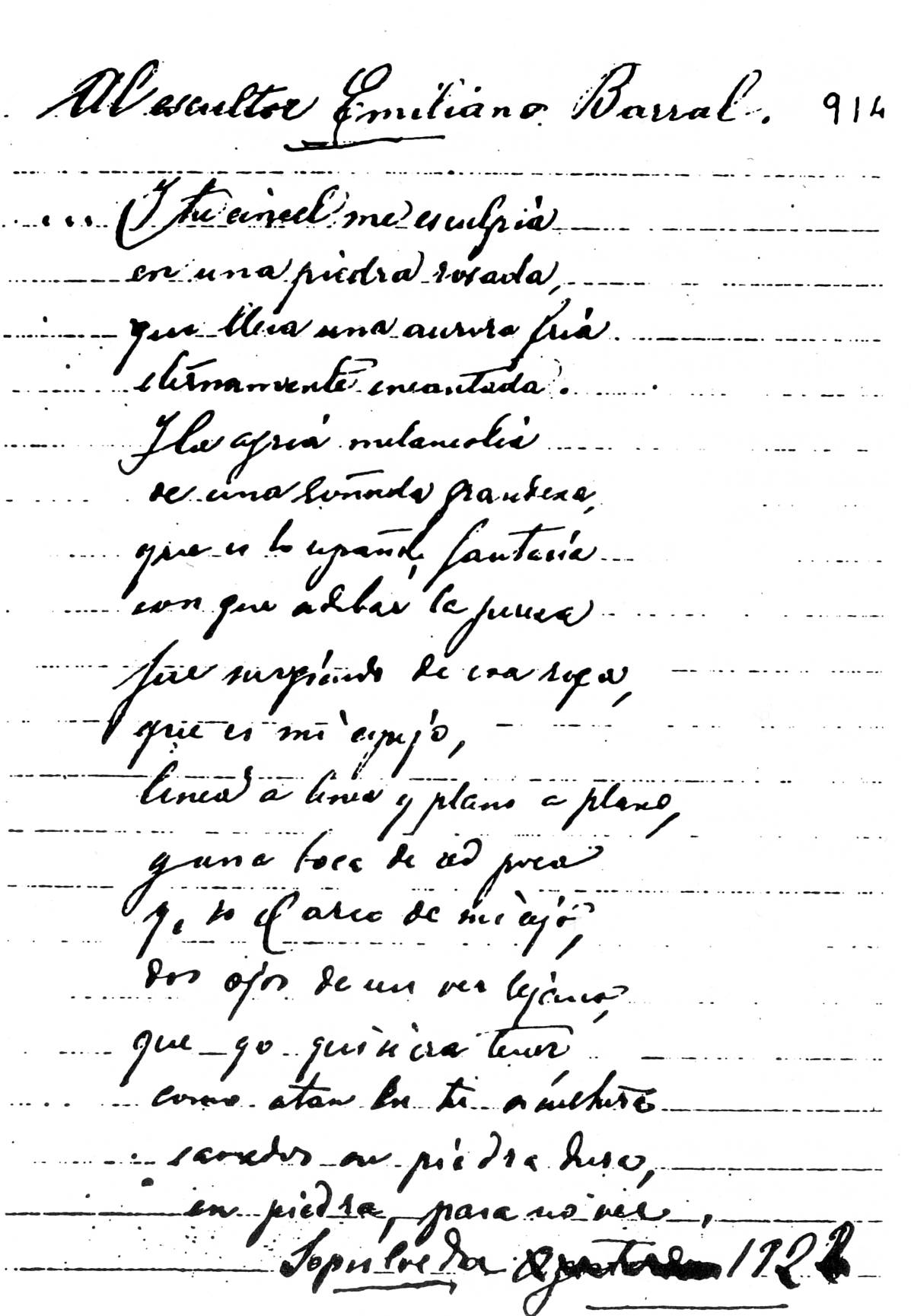
Página autógrafa de Antonio Machado (1875 - 1939), con el poema dedicado "Al escultor Emiliano Barral", publicado en 1924 en Nuevas canciones.

Antonio Machado dejó escrito su epitafio con una vibrante evocación final a las Coplas a la muerte de su padre del poeta renacentista Jorge Manrique:

Cayó Emiliano Barral, capitán de las milicias de Segovia, a las puertas de Madrid, defendiendo su patria contra un ejército de traidores, de mercenarios y de extranjeros. Era tan gran escultor, que hasta su muerte nos dejó esculpida en un gesto inmortal. 
Y aunque su vida murió, 
nos dejó harto consuelo 
su memoria.

## Obra
Criado en una familia de canteros y cantero él mismo y acostumbrado a trabajar la piedra, el mármol o el granito en talla directa, Barral desarrolló su obra sobre diversas superficies, como madera, barro, yeso, alabastro, roca caliza y basalto. Entre 1917 y 1939, esculpió numerosos retratos de escritores (Antonio Machado), médicos (Gregorio Marañón) y políticos (Pablo Iglesias), además de los dedicados a familiares, amigos y personajes de su entorno segoviano.

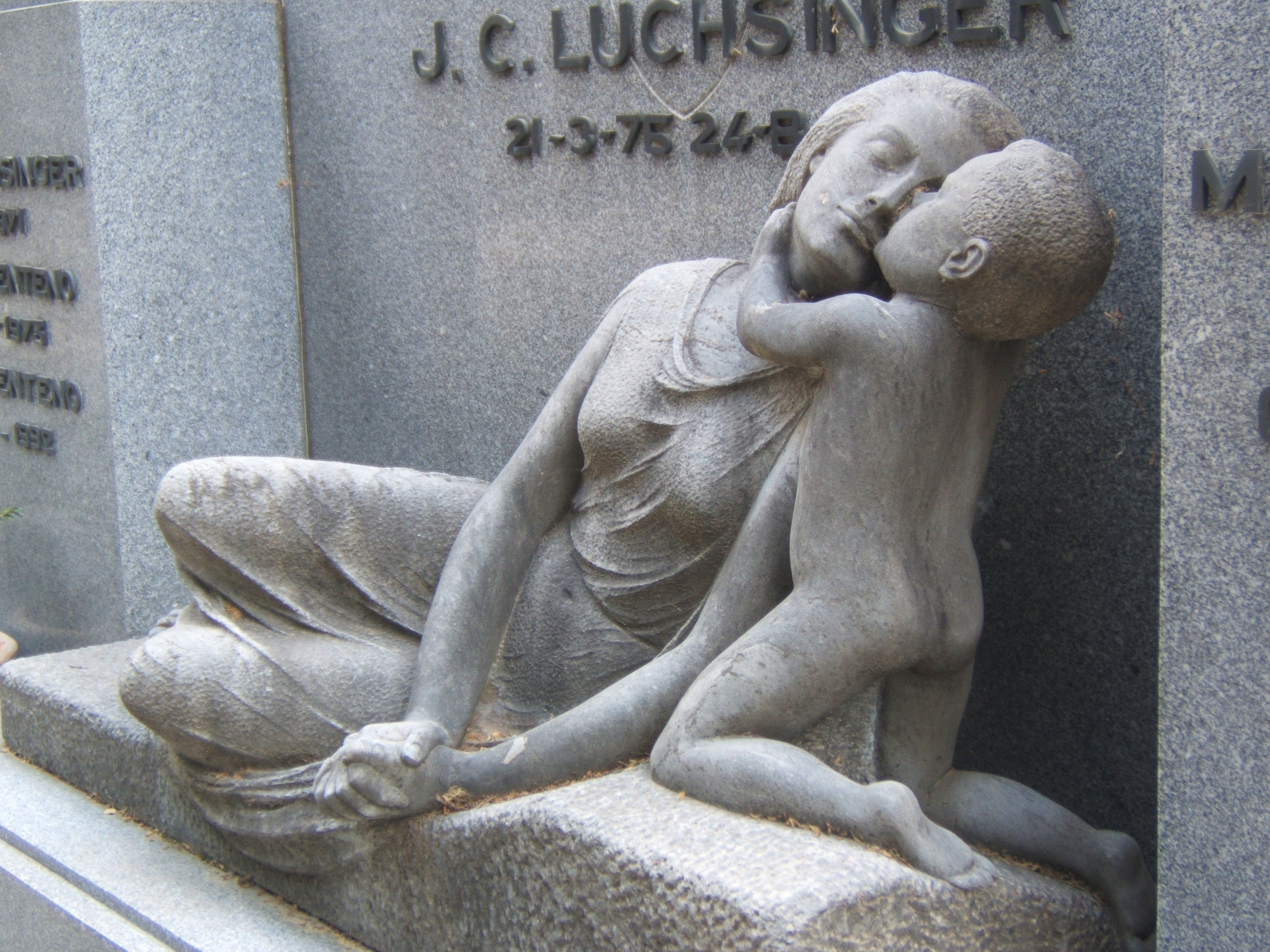
Detalle de la maternidad del panteón Luchsinger (cementerio civil de Madrid). Obra escultórica de Emiliano Barral hacia 1935.

En el apartado monumental, el mausoleo en el cementerio civil de Madrid y el Monumento a Pablo Iglesias destruido tras la guerra civil española. A ellos se pueden añadir los monumentos a Diego Arias de Miranda en Aranda de Duero, a Lope de la Calle en Segovia (1934), al doctor García Tapia en Riaza, a Gaspar Núñez de Arce y Leopoldo Cano, ambos en Valladolid; y, por su vanguardismo, el monumento dedicado al ingeniero Manuel Orueta (muerto al intentar salvar la vida de dos obreros que fallecieron con él en el puerto de Gijón e inaugurado en 1927).
En un plano mucho más personal, Barral y sus hermanos crearon algunas interesantes zoomorfias: el Gran pingüino (1926) de mármol (en paradero desconocido) y en especial sus Osos polares (1931) de 240 x 150 x 90 cm, conservados en la colección de González Bueno.
Además de su importante obra al aire libre y la conservada en colecciones privadas, Barral tiene algunas piezas representativas en el Museo Nacional Centro de Arte Reina Sofía y en diversas instituciones gubernamentales, fundaciones y sedes políticas. También son interesantes las pequeñas piezas que se conservan en el Museo de Segovia y en la Casa-Museo de Machado.

### Estilo
Contemporáneo de vanguardistas como Alberto, Julio González o Gargallo, Barral ocupó una línea de renovación de la escultura española menos descarada. Traductor de muy diferentes escuelas, en su obra confluyen el Donatello que inspira el retrato de Luis Quintanilla; los ecos oceánicos del Regocijo de volúmenes; la tradición barroca española de la Cabeza yacente de Pablo Iglesias; el arte hindú en la máscara de Siva o el del Egipto de la dinastía saíta en el Retrato del doctor Hernando. Junto con Pérez Mateo, constituyen la base del realismo más personal de la escultura española del primer tercio del siglo XX, en estrecha relación con la «Neue Sachlichkeit» (la nueva objetividad) y el realismo crítico desarrollado en Centroeuropa y América del Norte en aquel periodo.

### Catálogos
- Exposición de arte segoviano. Segovia, 1921.
- Exposiciones Nacionales de Bellas Artes en Madrid, en 1922, 1924, 1926 y 1936.
- Exposición Barral. Madrid, 1929.[27]
- Exposición Internacional de Barcelona (1929).
- Homenaje a Emiliano Barral. La Casa del siglo XV. Segovia, 1965.
- 75 años de escultura española (1900-1975). Galería Biosca, Madrid, 1975.
- "Dos escultores: Emiliano Barral, Francisco Pérez Mateo". Aula de Artes Plásticas de la Universidad Complutense de Madrid, 1982.[28]
- "Escultura española 1900-1936". Palacios de exposiciones del Retiro. Madrid, 1985.
- Exposición homenaje en el Torreón de Lozoya, Segovia, 1985.

### Biografías noveladas
- Carral, Ignacio: Las Memorias de Pedro Herráez (1927).
- Sanz, Ignacio: Foto movida de un gato (biografía novelada). Alba Editorial S.L.; Barcelona, 1998; ISBN 9788489846057

### Monografías
- Díaz Pardo, Isaac: El escultor Emiliano Barral. Osedo (La Coruña) Ed. do Castro, 1965.
- Santamaría López, Juan Manuel: Emiliano Barral. Colección Villalar. Junta de Castilla y León. Valladolid, 1986; y Caja de Ahorros y Monte de Piedad de Segovia, 1985, ISBN 9788475801872

### Otros estudios
- Guerrero Serrano, Víctor (2022). «Emiliano Barral-Pablo Iglesias. Análisis del Mausoleo erigido en su memoria». Ars longa. Cuadernos de arte (Universidad de Valencia) (31): 237-247. ISSN 1130-7099.
- "El escultor Emiliano Barral, en el centenario de su nacimiento", por Juan Manuel Santamaría. En "Estudios segovianos", ISSN 0210-7260, N.º 95, 1997, págs. 297-329